# Dodecas elongata
Dodecas elongata is een vlokreeftensoort uit de familie van de Caprellidae. De wetenschappelijke naam van de soort is voor het eerst geldig gepubliceerd in 1883 door Stebbing.